# Myrat Ýagşyýew
Myrat Ýagşyýew (sinh ngày 12 tháng 1 năm 1992) là một cầu thủ bóng đá Turkmenistan thi đấu ở FC Altyn Asyr. Anh cũng là thành viên của Đội tuyển bóng đá quốc gia Turkmenistan.

## Sự nghiệp câu lạc bộ
Anh sinh ra ở Turkmenabat, Turkmenistan, và bắt đầu sự nghiệp tại FC Bagtyyarlyk-Lebap tại Turkmenabat.
Năm 2014, anh chuyển sang bóng đá chuyên nghiệp khi ký hợp đồng với Turan FK. Tuy nhiên, tại vòng 3 Giải bóng đá vô địch quốc gia Turkmenistan anh chuyển đến Balkan FK. Thi đấu cho Balkan FK mùa giải 2005, anh trở thành vua phá lưới Giải bóng đá vô địch quốc gia Turkmenistan (31 bàn), đồng thời giành huy chương bạc ở giải vô địch.
Kể từ năm 2016 anh thi đấu cho FC Altyn Asyr.

## Sự nghiệp quốc tế
Ýagşyýew ra mắt đội tuyển quốc gia ngày 26 tháng 3 năm 2017trước Trung Hoa Đài Bắc, thay người vào sân từ phút thứ 72.

### Bàn thắng quốc tế
Tỉ số và kết quả liệt kê bàn thắng của Turkmenistan trước.
| #  | Ngày                 | Địa điểm                                | Đối thủ           | Tỉ số | Kết quả | Giải đấu                          |
| -- | -------------------- | --------------------------------------- | ----------------- | ----- | ------- | --------------------------------- |
| 1. | 13 tháng 6 năm 2017  | Sport toplumy, Daşoguz, Turkmenistan    | Bahrain           | 1–2   | 1–2     | Vòng loại Cúp bóng đá châu Á 2019 |
| 2. | 14 tháng 11 năm 2017 | Sport toplumy, Balkanabat, Turkmenistan | Đài Bắc Trung Hoa | 1–0   | 2–1     | Vòng loại Cúp bóng đá châu Á 2019 |